# Jacqueline Mille
Jacqueline Mille est une actrice française née le 5 mai 1928 à Lille et morte le 15 septembre 2022 à Neuilly-Sur-Seine.

## Filmographie

### Cinéma
- 1951 : Cœur-sur-Mer de Jacques Daniel-Norman
- 1960 : Touchez pas aux blondes de Maurice Cloche
- 1964 : La Chasse à l'homme d'Édouard Molinaro : Odette
- 1969 : Model Shop de Jacques Demy
- 2010 : Les Grands-mères de Frédéric Malègue (court métrage) : Jacqueline

### Télévision
- 1966 : Adieux de Tabarin de Marcel Achard : Alice Delyssia
- 1967 : Auguste de Raymond Castans : Jeanne
- 1971 : Le Dessous des cartes d'une partie de whist de François Chatel : Madame de Mascranny
- 1973 : Le Château perdu de François Chatel : Madame de Lamoignon
- 1981 : Marie-Marie de François Chatel : Marguerite
- 1995 : Talk show : la tante de Jean-François (épisode 20 : Sourires)

## Théâtre
- 1949 : Baratin, opérette, mise en scène d'Alfred Pasquali : Colette
- 1960 : Le Signe de Kikota, de Roger Ferdinand, mise en scène de Fernand Gravey
- 1964 : Comment réussir dans les affaires sans vraiment se fatiguer, d'Abe Burrows, mise en scène de Pierre Mondy
- 1967 : Amphitryon 38, de Jean Giraudoux, mise en scène de Claude Sainval
- 1971 : Le Grain de beauté, de Raphaël Delpard, mise en scène de Christian Chevreuse
- 1973 : La Cage aux folles de Jean Poiret, mise en scène de Pierre Mondy, théâtre du Palais-Royal à Paris : Simone, la mère de Laurent
- 1983 : Chéri, de Colette, mise en scène de Jean-Laurent Cochet